# Hifa

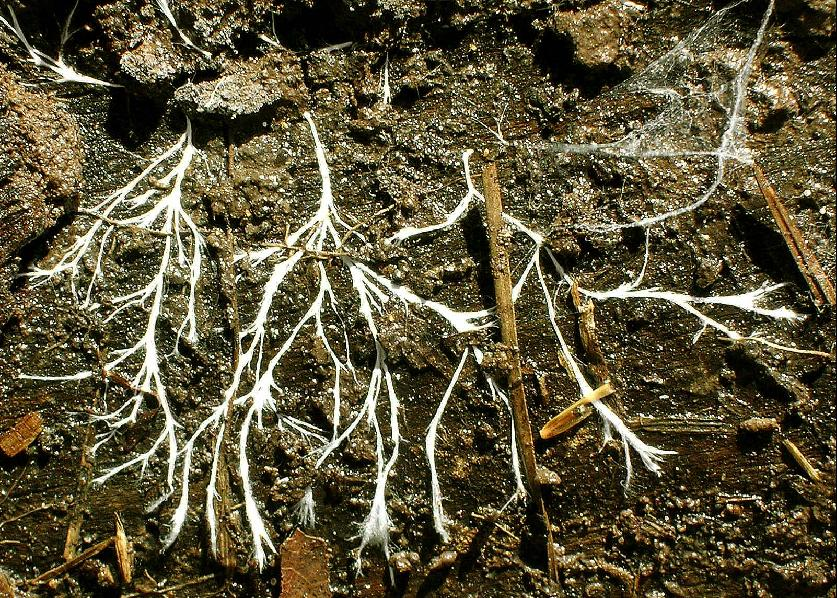
Hifes sota d'un tronc mort

Les hifes (del grec antic ὑφή (huphḗ), que significa xarxa) són els filaments que, reunits, formen el miceli de la majoria dels fongs pluricel·lulars. En el cas dels líquens són les hifes del fong les que emboliquen els gonidis, les cèl·lules de l'alga, i constitueixen la major part de la massa i estructura del liquen.

## Estructura
Una hifa típica consisteix en un filament cilíndric, constituït per una filera de cèl·lules allargades embolicades en una paret cel·lular. En els fongs verdaders (regne Fungi) la paret està feta de quitina. Les cèl·lules de l'hifa poden formar un citoplasma continu, un sinciti, i llavors es parla també d'hifes sifonals, o aparèixer separades per envans o septes, i llavors direm que són hifes septades. A més dels fongs verdaders, diversos grups de protists han desenvolupat formes similars per convergència evolutiva; en aquests casos també es parla d'hifes i igualment pot succeir que siguin septades o sifonals.
Alguns fongs paràsits tenen una part de les seves hifes modificades en forma d'haustoris, òrgans capaços de penetrar en els teixits de l'organisme amfitrió. De manera similar, les micorrizes són també hifes penetrants, encara que d'acció mutualista, ja que tenen gran importància a l'aportació de nutrients i aigua a les plantes. De mitjana, el diàmetre de les hifes és d'entre 4 i 6 µm.

## Creixement
Les hifes creixen per les seves puntes; durant aquest creixement, les parets cel·lulars s'estenen per la juntura externa i polimeritzen components de la paret cel·lular, així com la producció d'una nova membrana cel·lular. L'spintzenkörper és una estructura que pot trobar-se a les hifes d'alguns organismes; aquesta estructura es troba estretament lligada amb el creixement de les hifes; està compost per una agregació de vesícules lligades a la membrana que contenen componets de la paret cel·lular. L'spintzenkörper forma part del sistema endomembranós dels fongs i actúa retenint i alliberant diferents vesícules que es generen a l'aparell de Golgi. Aquestes vesícules es desplacen fins a la membrana cel·lular a través del citoesquelet i alliberen el seu contingut fora de la cèl·lula mitjançant un procés d'exocitosi -incloent diverses proteïnes riques en cisteïna com ara cerato-platanines i hidrofobines-; un cop fet l'alliberament, d'allà es podran transportar on siguin necessàries. Les membranes de les vesícules contribueixen al creixement de la membrana cel·lular mentre que el seu contingut forma la nova paret cel·lular. L'Spitzenkörper es mou al llarg de l'àpex del filament hifal i produeix creixement apical i ramificació; la velocitat de creixement del filament hifal es paral·lela i està regulada pel moviment de l'Spitzenkörper.

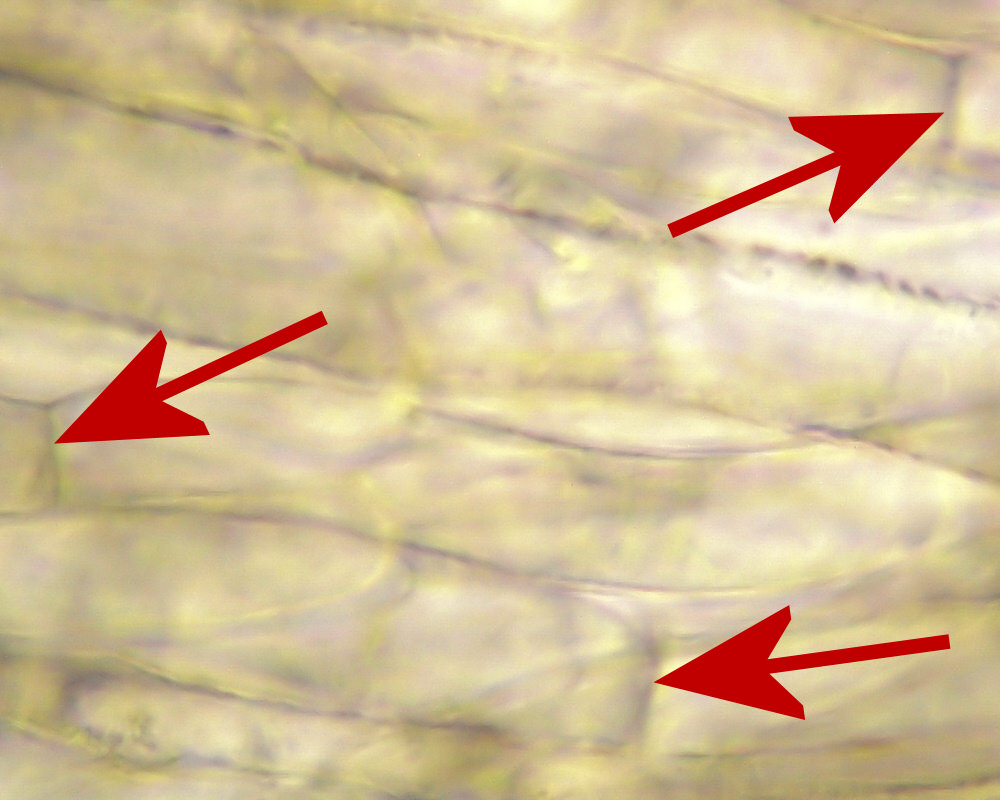
Hifa amb septes (assenyalats amb les fletxes vermelles).

A mesura que una hifa es va estenent, poden formar-se septes darrere del front de creixement per tal de dividir cada hifa en cèl·lules individuals. Les hifes poden ramificar-se a través de la bifurcació d'un front de creixement o bé per l'aparició d'un nou front en una hifa ja establerta.

## Comportament
La direcció del creixement de les hifes pot controlar-se mitjançant estímuls ambientals, com ara l'aplicació d'un camp elèctric. Les hifes també poden detectar unitats reproductives des de certa distància i créixer vers elles. Les hifes poden travessar superfícies permeables per tal de penetrar-les.

## Modificació
Les hifes poden modificar-se de moltes formes diferents per tal de complir funcions específiques. Alguns fongs paràsits formen haustoris que funcionen en l'absorció dins les cèl·lules hoste. Els arbuscles dels fongs amb microrrizes mutualistes compleixen una funció similar en l'intercanvi de nutrients, motiu pel qual són importants per ajudar a les plantes a absorvir aigua i nutrients. El miceli extramatrical ectomicorríci augmenta en gran manera l'àrea de sòl disponible per a l'explotació per part de les plantes hostes en canalitzar aigua i nutrients a les ectomicrorrizes, òrgans fúngics complexes a les puntes de les arrels de les plantes. Les hifes es troben envoltant els gonidis en líquens, constituent, així, bona part de la seva estructura.
En aquells fongs que atrapen nemàtodes, les hifes poden modificar-se per tal de formar estructures que atrapen, com ara anelles de constricció i xarxes adhesives. Es poden formar cordons de micelis per tal de transferir nutrients a distàncies elevades. Els teixits, cordons i membranes fúngiques com els dels fongs i alguns líquens es componen principalment d'hifes anastomosades.